# Lista de furacões nos Açores

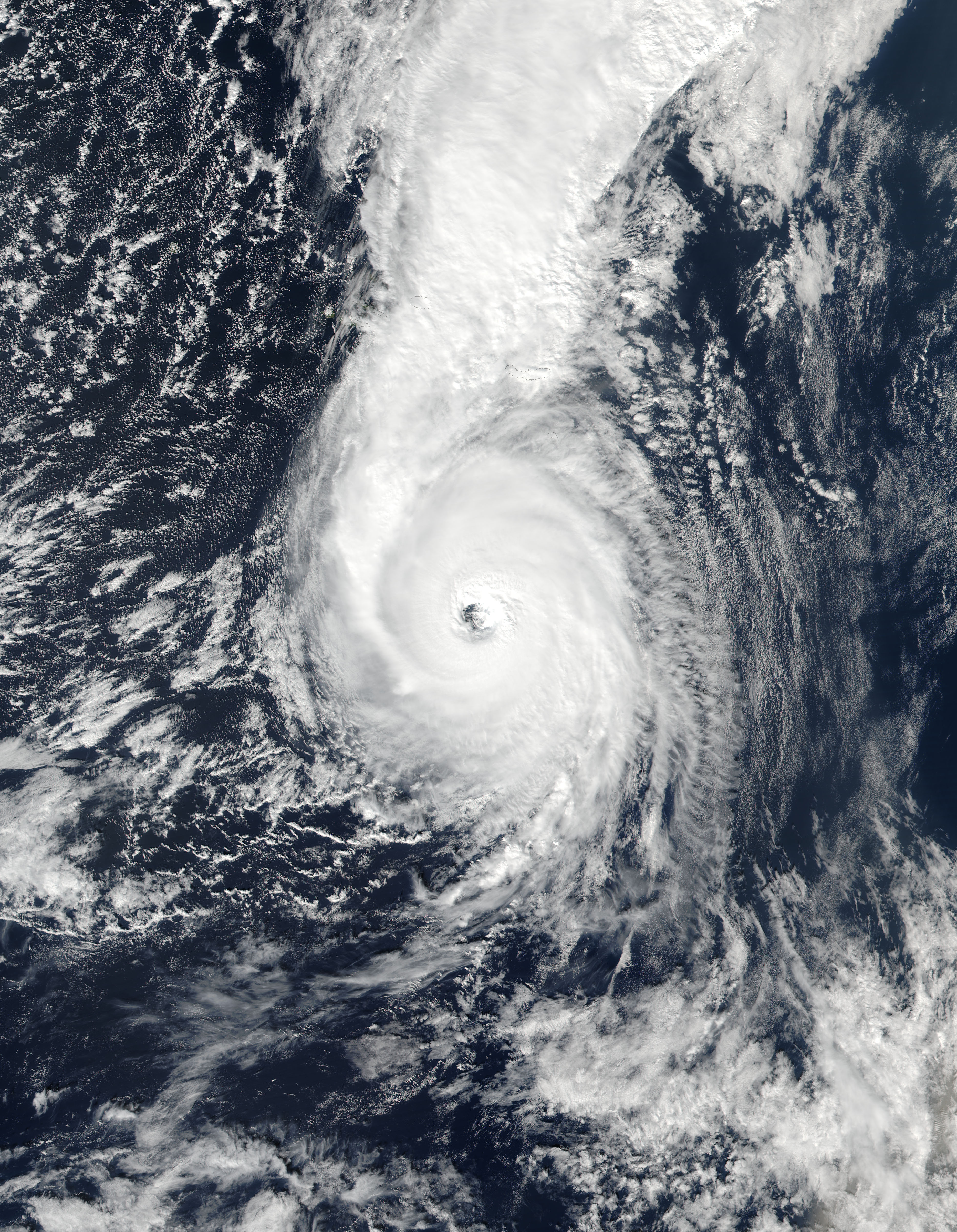
Imagem de satélite do furacão Ophelia localizado a sul dos Açores

Os Açores, uma região autónoma de Portugal no nordeste do Oceano Atlântico, sofreram os efeitos de pelo menos 21 furacões no Atlântico, ou tempestades que outrora foram ciclones tropicais ou subtropicais. A tempestade mais recente a afetar o arquipélago foi a tempestade tropical Gaston em 2022 .

## Década de 1990
- 11 de setembro de 1991 - A tempestade tropical Erika atingiu a ilha de São Miguel com rajadas de vento de até 67 mph (107 km/h).
- 27 de setembro de 1992 - A tempestade tropical Charley atingiu a Ilha Terceira, produzindo rajadas de vento de 82 mph (132 km/h) no Campo das Lajes.[1]
- 30 de setembro de 1992 - Apenas alguns dias após a tempestade anterior, a tempestade tropical Bonnie passou pelo centro dos Açores. Rajadas de vento chegaram a 59 mph (94 km/h) no Campo das Lajes.[2] Um homem foi morto por uma queda de pedra em São Miguel.[3]
- 1 de novembro de 1995 - A tempestade tropical Tanya transitou para uma tempestade extratropical antes de passar pelos Açores. A tempestade produziu rajadas de vento de 105 mph (170 km/h). Tanya derrubou árvores e linhas de energia, afundou vários barcos e danificou casas. Um pescador morreu afogado em meio a altas ondas no arquipélago.[4]
- 15 de setembro de 1997 - A tempestade tropical Erika varreu o oeste dos Açores, produzindo rajadas de vento de 105 mph (168 km/h) a 200 ft (61 m) torre das Lajes. A tempestade caiu para 2,35 polegadas (60 mm) de chuva nas Flores, onde as rajadas atingiram os 87 mph (140 km/h).[5]
- 30 de setembro de 1998 - A tempestade tropical Jeanne transitou para um ciclone extratropical enquanto se aproximava dos Açores. Produziu rajadas de vento de 40 mph (65 km/h) na Ilha da Horta.[6]

## Década de 2000

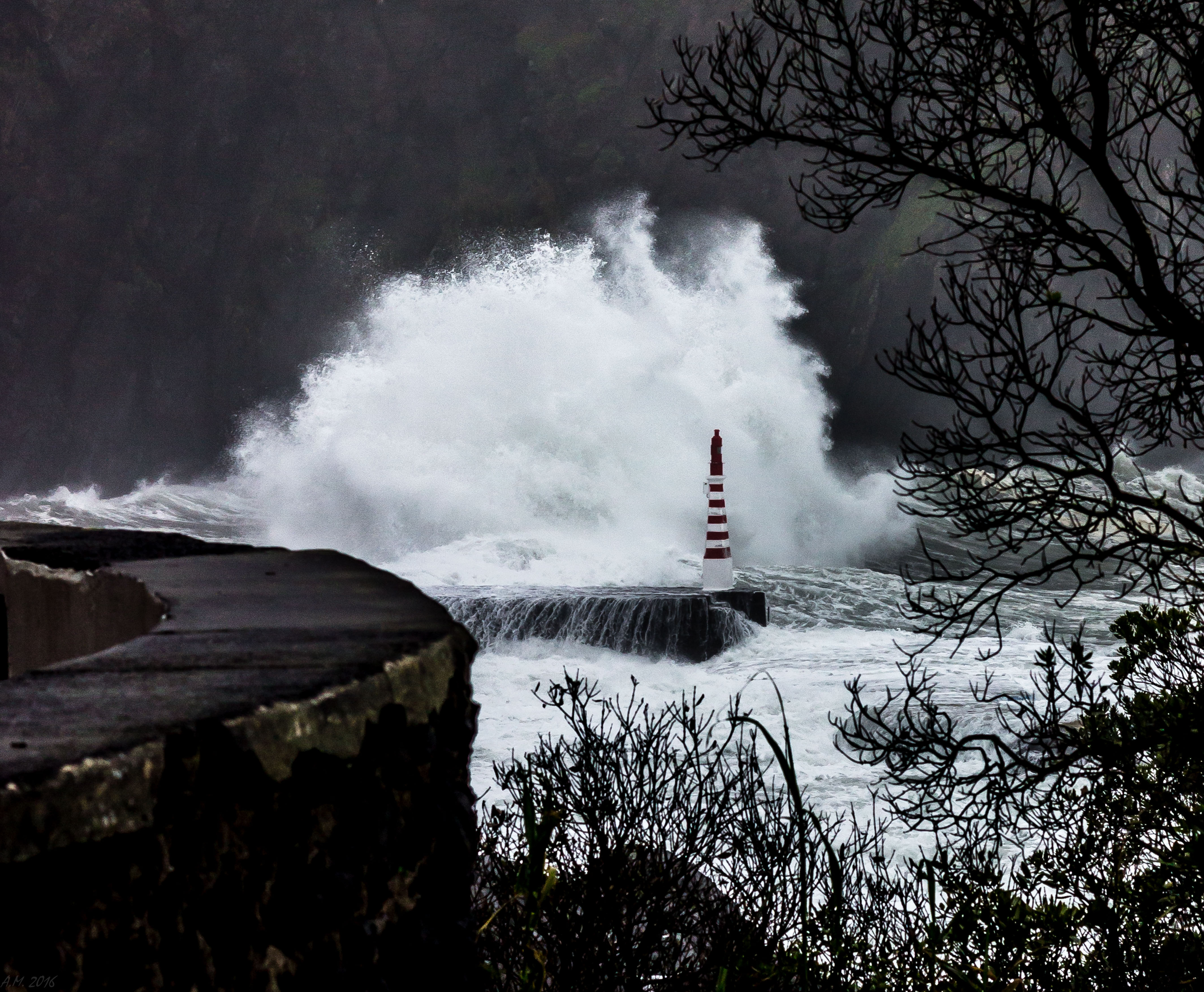
Surf agitado do furacão Alex na ilha de São Miguel, nos Açores

- 27 de abril de 2003 - um ciclone extratropical, anteriormente a tempestade tropical Ana, passou ao sul dos Açores, produzindo 0,87 polegadas (22 mm) de precipitação em Ponta Delgada .[7]
- 4 de outubro de 2005 - uma tempestade subtropical atravessou o leste dos Açores,[8] produzindo rajadas de vento de 59 mph (94 km/h) na Ilha de Santa Maria.[9]
- 20 de setembro de 2006 - O furacão Gordon passou pelos Açores entre as ilhas de Santa Maria e São Miguel; uma estação na antiga ilha registrou ventos sustentados de 56 mph (90 km/h), com rajadas de 82 mph (132 km/h) .[10] O impacto geral foi limitado a árvores derrubadas e linhas de energia, deixando partes da Ilha de Santa Maria sem serviço elétrico.[11]
- 4 de outubro de 2009 - um ciclone extratropical transitou para a tempestade tropical Grace perto da ilha de São Miguel, produzindo rajadas de vento de 44 mph (70 km/h) em Ponta Delgada em São Miguel.[12]
- A cidade Vila Velha.

## Década de 2010
- 20 de agosto de 2012 - O furacão Gordon atingiu a ilha de Santa Maria com ventos de 75 mph (120 km/h). Gordon produziu rajadas de vento de 81 mph (130 km/h) na ilha e provocou alguns deslizamentos de terra. Os ventos derrubaram árvores, danificaram janelas e cortaram brevemente a energia. Ondas 21 ft (6.4 m) de altura causou inundações ao longo da costa.[13]
- 21 de setembro de 2012 - A tempestade tropical Nadine se transformou em um ciclone extratropical ao se aproximar em 260 mi (420 km) a sudoeste dos Açores. A tempestade produzindo rajadas de vento de 81 mph (130 km/h) na Ilha do Faial. Nadine se afastou do arquipélago para sudeste e passou os próximos 13 dias movendo-se pelo leste do Oceano Atlântico. Nadine novamente fez a transição para um ciclone extratropical em outubro 4, e mais tarde nesse dia atravessou o centro dos Açores, produzindo rajadas de vento de 87 mph (140 km/h) na Central Eólica de Santa Maria.[14]
- 7 de dezembro de 2013 - Uma tempestade subtropical aproximou-se do oeste dos Açores e degenerou em um vale . A tempestade produziu rajadas de 54 mph (87 km/h) na Ilha de Santa Maria.[15]
- 5 de janeiro de 2016 - A tempestade tropical Alex atingiu a ilha Terceira, horas depois de enfraquecer abaixo do status de furacão.[16] A precipitação totalizou 4.04 in (103 mm) em Lagoa, São Miguel.[17] Rajadas de vento chegaram a 57 mph (92 km/h) em Ponta Delgada.[18] Uma pessoa que sofreu um ataque cardíaco morreu como resultado indireto de Alex, quando a turbulência da tempestade impediu que o helicóptero de emergência decolasse a tempo.[19][20] Alex provocou alguns deslizamentos de terra e danificou casas com seus ventos.[21]
- 2 de setembro de 2016 - O furacão Gaston transitou para um ciclone extratropical perto dos Açores, produzindo rajadas de vento de 52 mph (83 km/h) nas ilhas das Flores e do Faial.[22]
- 14 de outubro de 2017 - O furacão Ophelia passou ao sul dos Açores como o maior furacão mais oriental já registrado. O furacão produziu rajadas de vento de 44 mph (77 km/h) em São Miguel.[23]
- 15 de setembro de 2018 - A tempestade tropical Helene passou a oeste dos Açores, onde se estima ter produzido ventos com força de tempestade tropical.[24]
- 2 de outubro de 2019 - O furacão Lorenzo passou perto do oeste dos Açores, produzindo rajadas de vento de 163 km/h (101 mph) na Ilha do Corvo .[25] No Porto das Lajes das Flores o edifício portuário e alguns contentores de carga foram arrastados, tendo o próprio cais sido parcialmente danificado.[26] Os danos totais em toda a cadeia de ilhas foram de cerca de € 330 milhões (US $ 362 milhões).[27]
- 27 de outubro de 2019 - A tempestade tropical Pablo passou a sudeste dos Açores à medida que se intensificava, trazendo rajadas de vento de até 55 mph (89 km/h) em alguns locais e grandes ondas para as ilhas.[28][29]
- 31 de outubro de 2019 - A tempestade subtropical Rebekah passou pelo norte dos Açores enquanto se dissipava, trazendo apenas efeitos insignificantes.
- 25 de novembro de 2019 - A tempestade tropical Sebastien transitou para uma tempestade extratropical perto do oeste dos Açores, trazendo rajadas de vento de 55 mph (89 km/h) para Ponta Delgada.[30]

## Década de 2020
- 17 a 18 de setembro de 2020 - Os remanescentes extratropicais do furacão Paulette se moveram pelas ilhas.
- 23 a 25 de setembro de 2022 - A tempestade tropical Gaston passa pelas ilhas, trazendo fortes chuvas e rajadas de vento de 41 mph (66 km/h) .[31][32]

## Climatologia
| Tempestades que afetaram os Açores por mês | Tempestades que afetaram os Açores por mês | Tempestades que afetaram os Açores por mês | Tempestades que afetaram os Açores por mês | Tempestades que afetaram os Açores por mês |
| ------------------------------------------ | ------------------------------------------ | ------------------------------------------ | ------------------------------------------ | ------------------------------------------ |
|                                            |                                            |                                            |                                            |                                            |

| Tempestades que afetaram os Açores por período | Tempestades que afetaram os Açores por período | Tempestades que afetaram os Açores por período | Tempestades que afetaram os Açores por período | Tempestades que afetaram os Açores por período |
| ---------------------------------------------- | ---------------------------------------------- | ---------------------------------------------- | ---------------------------------------------- | ---------------------------------------------- |
|                                                |                                                |                                                |                                                |                                                |

## Tempestades mortais
A seguir está uma lista de tempestades tropicais atlânticas que causaram mortes nos Açores.
| Nome   | Ano  | Número de mortes |
| ------ | ---- | ---------------- |
| Bonnie | 1992 | 1                |
| Tanya  | 1995 | 1                |
| Alex   | 2016 | 1                |